# An Audience with Elton John
An Audience with Elton John è una VHS di Elton John, distribuita nel 1997 dalla Telstar.
Si tratta sostanzialmente di una famosa trasmissione britannica, durante la quale Elton esibisce (con la Elton John Band o con diversi ospiti) alcune delle sue canzoni più famose e altri brani meno noti al grande pubblico; è particolarmente nota l'esecuzione di Don't Go Breaking My Heart con le Spice Girls, e il duetto con i Pet Shop Boys nella canzone I Believe In Love (It's All We've Got). Altri brani messi in evidenza nella VHS sono I'm Still Standing, Something About the Way You Look Tonight, Abide with Me (con Black Dyke Mills Band), Saturday Night's Alright (For Fighting) (con alcuni sportivi inglesi), If the River Can Bend, Believe, Song for Guy (entrambe eseguite in medley con i Pet Shop Boys), Philadelphia Freedom, Can You Feel the Love Tonight, Come Down in Time (con Sting) e Your Song. Inoltre, durante lo show, Elton ha improvvisato leggendo il libretto di istruzioni di un forno, creando il brano Cooker Song.
Oltre alle esecuzioni musicali, lo show vede Elton rispondere a domande che gli pongono i suoi amici VIP (ad esempio Roger Taylor dei Queen è nel pubblico) e in generale dà vita a dei simpatici siparietti dove Elton ironizza sul suo stile di vita e sulla sua carriera.